# Ljapis Trubezkoi

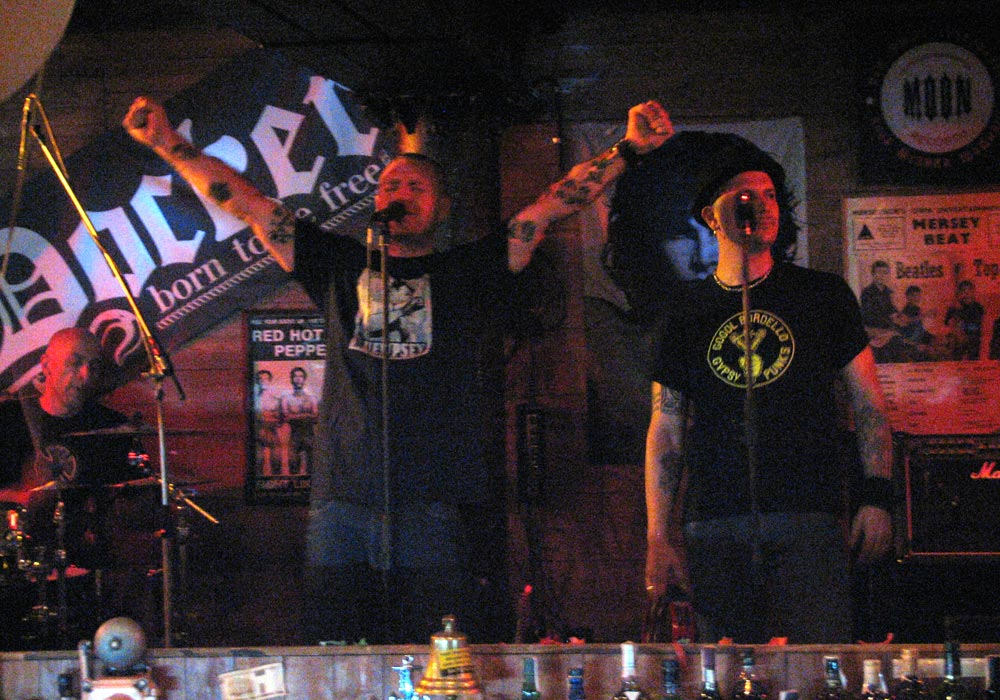
Ljapis Trubezkoi

Ljapis Trubetskoj (belarussisch Ляпіс Трубяцкі; russisch Ляпис Трубецкой) war eine 1990 in der damaligen Belarussischen SSR gegründete Rock-Band. Sie galt als eine der bekanntesten Musikgruppen aus Belarus.
Gründer der Band und bis zur Auflösung ihr Sänger und Frontmann war Sergei Michalok. Der Name der Band wurde einem Charakter des in der Sowjetunion sehr populären Buches Zwölf Stühle entlehnt.

## Geschichte
Nachdem die Gruppe Anfang der 1990er Jahre noch eine typische Alternative Band mit losem Zusammenhalt und ohne kommerziellen Erfolg war, entwickelte sie sich seit dem Jahr 1996 zunehmend zu einer in Belarus, aber auch in Russland, der Ukraine und in anderen Nachfolgestaaten der Sowjetunion sehr populären Band.
2009 gewann die Gruppe den RAMP (Russischer Alternative-Musik-Preis). Seit dem Jahr 2011 hat sie in ihrer Heimat Belarus ein Auftrittsverbot und gibt deswegen Konzerte fast ausschließlich im Ausland – sie tourte in Städten, die sich „rund um Belarus“ befinden wie Kiew, Vilnius und andere.
Stilistisch ist die Musik von Ljapis Trubetskoi am ehesten dem Ska-Punk zuzuordnen. In den letzten Jahren sind auch die farbenprächtigen Video-Clips zu einem wichtigen Bestandteil des Auftretens der Band geworden.
Am 17. März 2014 gab Sjarhei Michalok bekannt, dass sich die Band am 1. September auflösen wird. Ehemalige Bandmitglieder gründeten getrennt voneinander die Bands „Brutto“ und „Trubezkoi“.
Vor dem Hintergrund der russischen Invasion in der Ukraine im Jahr 2022 nahm die Gruppe „Lyapis Trubetskoy“ ihre Aktivitäten wieder auf und startete eine Tournee durch Europa und Nordamerika zur Unterstützung der ukrainischen Seite.

## Diskografie

### Studioalben
- 1996: Ранетое сердце
- 1998: Ты кинула
- 1999: Красота
- 2000: Тяжкий
- 2001: Юность
- 2004: Золотые яйцы
- 2007: Капитал
- 2008: Manifest
- 2009: Культпросвет
- 2011: Весёлые картинки
- 2012: Рабкор
- 2014: Матрёшка

### Singles (Auswahl)
- 1998: В Платье Белом
- 1998: Ау
- 2007: Капитал
- 2011: Шут
- 2014: Воины Света